# Franz Josef Strauss
Pour les articles homonymes, voir Strauss.
Franz Josef Strauss (de l'allemand Strauß [fʁants jɔzɛf ʃtʁaʊs]), né le 6 septembre 1915 à Munich et mort le 3 octobre 1988 à Ratisbonne, est un homme politique allemand membre de l'Union chrétienne-sociale en Bavière (CSU).
Durant la Seconde Guerre mondiale, il sert dans l'artillerie et plus particulièrement la défense anti-aérienne. De simple soldat, il progresse jusqu'à devenir officier politique.
En 1946, il participe à la fondation de la CSU, dont il défend le caractère multi-confessionnel et fédéraliste, par opposition aux monarchistes. En 1948, il est nommé secrétaire général de la formation par Josef Müller et entre au Bundestag un an plus tard. Grâce à son charisme et son éloquence, il devient rapidement une incontournable figure du parti, dont il est élu président en 1961.
Institutionnellement, sa carrière de premier plan débute en 1953, quand Konrad Adenauer le nomme comme l'un de ses quatre ministres fédéraux sans portefeuille dans sa coalition noire-jaune. Il prend deux ans plus tard la tête du ministère fédéral des Questions nucléaires, nouvellement créé, avant d'être choisi en 1956 comme ministre fédéral de la Défense, un poste où il s'illustre par sa volonté de doter l'armée fédérale, dont il assure la mise en place, de l'arme nucléaire ainsi que par une importante controverse qui deviendra l'affaire du Spiegel, qui le conduit à la démission et à une mésentente réciproque et durable avec les libéraux du FDP.
En 1966, il est désigné ministre fédéral des Finances de la grande coalition que constitue le nouveau chancelier chrétien-démocrate Kurt Georg Kiesinger avec les sociaux-démocrates de Willy Brandt. Son duo avec le ministre fédéral de l'Économie Karl Schiller est considéré comme le principal responsable des réussites économiques du gouvernement. Il quitte le pouvoir en 1969, à la suite de la formation d'une coalition sociale-libérale par Brandt, à laquelle il s'oppose farouchement au sujet de la politique de dialogue avec l'Allemagne de l'Est.
Il est investi, en 1978, ministre-président de Bavière, puis candidat à la chancellerie de l'union CDU/CSU en 1980, au détriment d'Ernst Albrecht. Il mène une campagne très dure contre Helmut Schmidt, mais ses orientations conservatrices et profondément antisocialistes cristallisent les électorats social-démocrate et libéral, ce qui conduit à une nette défaite des conservateurs. En 1982, il décide de ne pas entrer dans le premier gouvernement d'Helmut Kohl, formé après un renversement d'alliance des libéraux, auxquels il reste opposé.
Il entreprend peu après un véritable retournement politique en décidant de faire accorder un prêt au régime est-allemand par la banque publique régionale. Candidat à sa succession aux régionales de 1982 et 1986, il conserve à chaque fois la majorité absolue conquise par la CSU au Landtag de Bavière en 1962.
Surnommé « le taureau de Bavière », il meurt en 1988 des suites d'une crise cardiaque, à l'âge de 73 ans.

## Éléments personnels

### Jeunesse, formation et carrière
Il passe son Abitur en 1935 à Munich, puis intègre l'université de la ville grâce à une bourse d'études, afin d'y étudier, jusqu'en 1939, le latin, le grec ancien et l'histoire dans le but de devenir enseignant. En 1937, il rejoint le corps des motocyclistes nationaux-socialistes (NSKK), et fait partie, au cours de ses études supérieures, de la fraternité étudiante catholique Tuiksonia. Pendant son temps libre, il pratique beaucoup le cyclisme.
Pendant la Seconde Guerre mondiale, il profite d'une permission en 1941, et passe son examen pédagogique d'État et l'obtient, ce qui fait de lui un professeur de l'enseignement secondaire. Entre 1943 et 1944, il est affecté dans une école secondaire pour garçons de Munich.
À l'issue du conflit, il travaille comme traducteur auprès des Forces armées des États-Unis désormais stationnées en Allemagne.

### Seconde Guerre mondiale
Le 31 août 1939, il est enrôlé dans la Wehrmacht à Landsberg am Lech, puis envoyé à Trèves pour servir dans la deuxième division du 43e régime d'artillerie. Il prend ensuite part à la bataille de France, puis il est démobilisé afin d'achever ses études supérieures. Revenu en 1941, il participe à l'offensive lancée contre l'Union soviétique. À ce titre, il est témoin du massacre d'Allemands par le NKVD soviétique à Lviv, ainsi que de Juifs soviétiques par les Einsatzgruppen, une expérience dont il dit avoir été beaucoup affecté.
De nouveau démobilisé entre 1943 et 1944, il revient ensuite dans l'armée avec le grade de lieutenant à l'école d'artillerie antiaérienne no 4 (Flak-Artillerie-Schule IV) d'Altenstadt pour occuper les fonctions d'« officier pour guidance spirituelle militaire » (Offizier für wehrgeistige Führung). Ce poste a été remplacé en novembre 1943 par l'officier cadre politique (Nationalsozialistischer Führungsoffizier), qui a été vérifié et confirmé par le NSDAP sur la base de la loyauté[pas clair][réf. nécessaire]. Plus tard, il dénonça comme nazi auprès des autorités américaines d'occupation son successeur dans cette fonction à la direction de cette école, Hans Hellmut Kirst, pourtant très critique vis-à-vis de ce qu'il avait vécu pendant la guerre. Il fut président du tribunal qui le jugea et le condamna à l'interdiction de publication pour une durée de deux ans. Plus tard, une vive polémique opposera les deux hommes lors du débat sur la remilitarisation de l'Allemagne (cf. 08/15 (roman)).

### Vie privée
Il est le fils de Franz Josef Strauss, un boucher ayant appartenu au Parti populaire bavarois (Bayerische Volkspartei ou BVP), décédé en 1949, et de son épouse Walburga, morte en 1962. Tous deux nés en Bavière, ils vivent à Munich depuis 1904. La famille affiche des convictions monarchiste, anti-prussiennes et sécessionnistes, à l'instar du BVP.
Franz Josef Strauss épouse en 1957 Marianne Zwicknagl, une économiste de vingt-sept ans avec qui il a trois enfants : Max, né en 1959, Franz Georg, venu au monde deux ans plus tard, et Monika, en 1962, députée européenne et ancienne ministre de l'Enseignement de Bavière. Marianne Strauss est morte en 1984 dans un accident de la route.
Le 3 octobre 1988, il meurt des suites d'une crise cardiaque dont il a été victime quelques jours plus tôt lors d'une partie de chasse.

## Carrière politique

### Au sein de la CSU

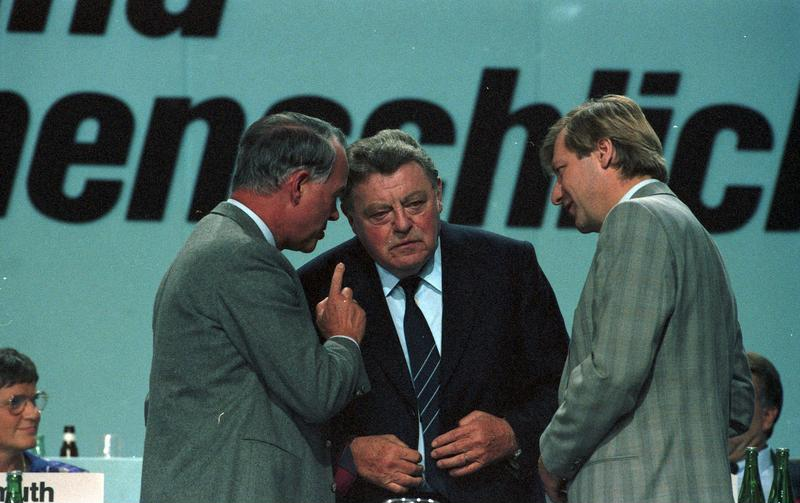
F. J. Strauss discutant avec le ministre-président de la Basse-Saxe, Ernst Albrecht (gauche) et le maire-gouverneur de Berlin-Ouest, Eberhard Diepgen, au congrès de la CDU en 1986 à Mayence.

Il participe en 1946 à la fondation de l'Union chrétienne-sociale en Bavière (CSU), et fait alors partie de son courant dit « progressiste », c'est-à-dire favorable à la libre entreprise, à un parti multi-confessionnel et à l'acceptation de l'Allemagne fédérale, par opposition aux monarchistes catholiques du président, Josef Müller. Grâce à son charisme et son éloquence, son influence au sein du parti se fait grandissante, au point que l'aile la plus conservatrice quitte la CSU et rejoint le Parti bavarois (BP).
Le 18 décembre 1948, Müller, membre de l'aile conservatrice et monarchiste, le nomme secrétaire général de la CSU, poste dont il est le premier titulaire. Reconduit l'année suivante avec l'arrivée au pouvoir de Hans Ehard, il quitte ce poste en 1953 pour devenir vice-président de la formation sous les présidences d'Erhard et de son successeur, Hanns Seidel, contre qui il s'est présenté au congrès de 1955.
L'ascension de Franz Josef Strauss au sein de l'appareil de la CSU connaît son apogée le 18 mars 1961, lorsqu'il en est élu président. Il est régulièrement réélu avec des majorités d'environ 90 % des suffrages des délégués et occupe ce poste durant vingt-sept ans, jusqu'au 3 octobre 1988, jour de son décès. Cette exceptionnelle longévité, comparable à celle de Willy Brandt à la tête du Parti social-démocrate d'Allemagne (SPD, fait de lui une figure tutélaire et incontournable du parti dominant de la scène politique bavaroise, dont il est perçu comme le principal idéologue.

#### Le quatrième parti
À la suite des élections fédérales de 1976, perdues par la CDU/CSU du fait du mauvais résultat de la formation chrétienne-démocrate et malgré l'excellent score de leurs alliés chrétiens-sociaux, les députés fédéraux de la CSU décident de former un groupe parlementaire séparé de la CDU, prélude à l'implantation fédérale du parti. Strauss voit en effet dans cette stratégie le meilleur moyen pour les conservateurs de revenir au pouvoir sans s'allier au FDP. Devant la menace non voilée d'Helmut Kohl de créer une fédération CDU en Bavière, ce qui remettrait en cause l'hégémonie de son parti frère, le président de la CSU préfère renoncer et annule la décision de scission parlementaire.

### Débuts institutionnels
Peu après la fin de la Seconde Guerre mondiale, il est choisi comme préfet adjoint de l'arrondissement de Schongau le 2 juin 1945 par les autorités américaines d'occupation de la Bavière, puis nommé préfet le 31 août 1946. Il intègre deux ans plus tard le conseil économique de la Bizone, prélude à sa carrière parlementaire.

### Député fédéral
Élu député de la circonscription de Weilheim aux élections fédérales de 1949, il siège sans discontinuer au Bundestag jusqu'au 29 novembre 1978, puis revient quelques jours au mois de mars 1987. Il fait ainsi partie, avec Ludwig Erhard, Gerhard Schröder ou encore Herbert Wehner, des dix députés fédéraux à avoir siéger de manière continue pendant les vingt-cinq premières années de la RFA. Il est en outre un orateur très doué et ses duels avec le président du groupe social-démocrate (SPD) Herbert Wehner restent légendaires.
Au cours de son premier mandat de quatre ans, il préside la commission parlementaire de la Protection de l'enfance, puis celle des Questions de sécurité européenne à compter du 19 juillet 1952, ainsi que le groupement régional de la CSU. Cette même année, il fait partie des trente-quatre députés fédéraux de la CDU/CSU, avec Theodor Blank, Kurt Georg Kiesinger, Heinrich von Brentano ou encore Paul Lücke, à signer une déclaration demandant l'instauration du scrutin uninominal majoritaire à un tour pour l'élection du Bundestag, ce qui met en péril la coalition noire-jaune alors au pouvoir.
En tant que membre du Bundestag, il a siégé à l'Assemblée de la CECA de 1952 à 1956 comme représentant de l'Allemagne de l'Ouest.

### Ministre fédéral
Le 20 octobre 1953, Franz Josef Strauss est nommé ministre fédéral avec attributions spéciales dans le deuxième gouvernement de Konrad Adenauer, impressionné par l'intervention de Strauss lors d'un débat parlementaire sur la défense organisé le 12 février 1952 au Bundestag.

#### Ministre fédéral des Questions nucléaires (1955 - 1956)

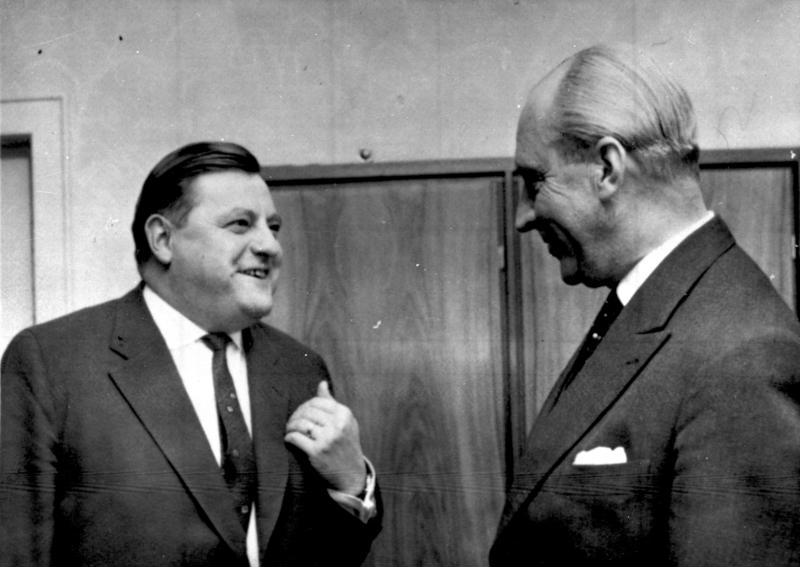
F. J. Strauss (gauche) et le commissaire parlementaire aux forces armées, en 1959.

Après avoir abandonné ce poste sans attributions le 12 octobre 1955, il est désigné huit jours plus tard ministre fédéral des Questions nucléaires. Le premier « ministre atomique » favorise alors la recherche et l'utilisation de l'énergie nucléaire à des fins pacifiques, et annonce alors que son but est de faire de l'Allemagne de l'Ouest la première puissance nucléaire civile d'ici à 1970. Il se montre en outre favorable à ce que des entreprises privées construisent, possèdent et gèrent des centrales nucléaires, afin d'assurer un développement rapide la filière. Dans cette optique, il se prononce pour une faible réglementation étatique et la mise en place d'un régime spécifique de responsabilité en cas d'accident nucléaire.
En 1956, il présente un projet de loi « relatif à la production et à l'utilisation de l'énergie nucléaire ». Ce texte n'est adopté que quatre ans plus tard mais reste la première loi introduite en Allemagne de l’Ouest sur l'énergie nucléaire.

#### Ministre fédéral de la Défense (1956 - 1962)
Il change de portefeuille le 26 octobre 1956 et devient alors ministre fédéral de la Défense, une fonction recréée en 1955 et dont il n'est alors que le second titulaire. Il se dit l'année suivante favorable à l'équipement de la Bundeswehr en armes nucléaires, et obtient le soutien du chancelier Adenauer. Les accords de Paris de 1955 prévoyaient en effet que l'Allemagne renonce à produire de telles armes, et non à les utiliser. Cette prise de position suscite la réprobation de nombreux physiciens, dont un groupe, surnommé les 18 de Göttingen, publient la même année un manifeste dénonçant la volonté de Strauss, qui a en retour proféré plusieurs insultes à l'encontre du physicien Otto Hahn. Adenauer a cependant assuré un retour au calme en recevant les scientifiques au siège de la chancellerie, à Bonn.

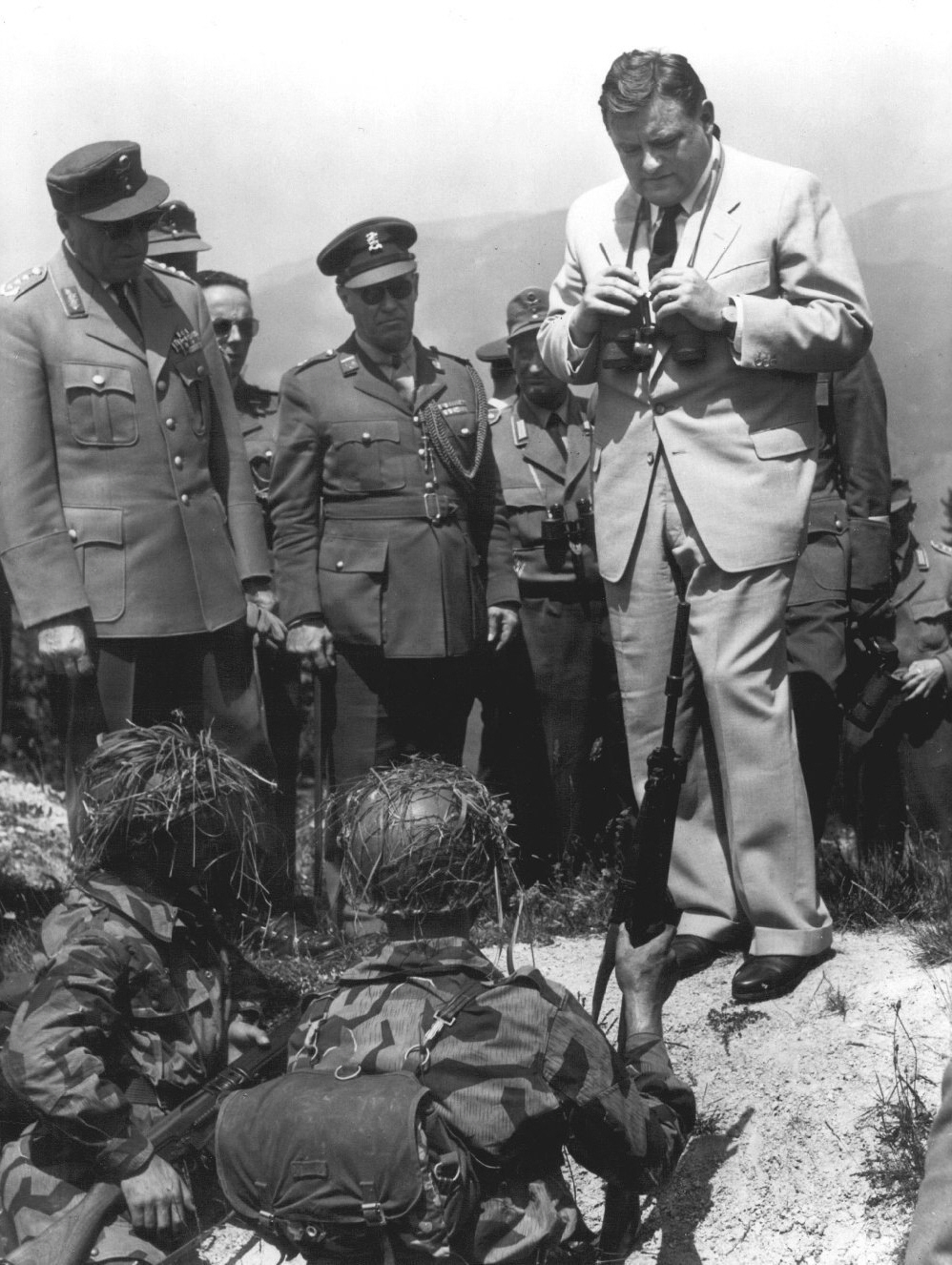
F. J. Strauss lors d'exercices militaires, en 1960.

Au cours de la campagne pour les élections fédérales de 1957, l'opposition tente d'utiliser à son avantage le refus des armes nucléaires par la population, mais le scrutin se solde, pour la seule et unique fois depuis 1949, par la victoire de la CDU/CSU avec une majorité absolue au Bundestag. Le 25 mars 1958, il est toutefois décidé que l'armée fédérale ne recevrait pas d'armement nucléaire mais qu'elle le partagerait avec d'autres pays dans le cadre de l'OTAN.
Soutien à l'armement d'Israël, il est impliqué dans plusieurs scandales durant son mandat de six ans à la tête du ministère fédéral de la Défense. Ainsi, il a acheté ou obtenu la licence de production pour 916 avions de combat Lockheed F-104 Starfighter, qui a causé 292 accidents et tué pas moins de 115 pilotes, gagnant le nom de « faiseur de veuves de la Luftwaffe ». Il a ensuite révélé que Lockheed avait obtenu une grande partie de ses contrats européens par le lobbying ou la corruption. Il a également été mis en cause dans l'affaire Fibag, du nom d'une société qu'il avait recommandé aux autorités américaines en vue de la construction de logements militaires américains en Allemagne alors que l'un de ses amis figuraient parmi les propriétaires de Fibag. De même a-t-il été impliqué dans le scandale de l'oncle Aloys, qui désigne Aloys Brandenstein, oncle de Marianne Strauss et marchand d'armes devenu millionnaire grâce à des commissions douteuses. Enfin, il est mis en cause dans l'affaire dite des « HS-30 ».

##### Affaire du Spiegel

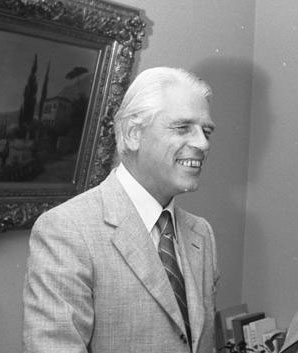
Conrad Ahlers.

Le 10 octobre 1962, le journal Der Spiegel, très critique des positions de Strauss, révèle les carences de l'armée fédérale au cours d'exercices militaires en se basant sur des documents secrets. Le journaliste Conrad Ahlers, membre du Parti libéral-démocrate (FDP) et rédacteur de l'article, est alors arrêté aux îles Baléares et rapatrié sur ordre personnel de Strauss, sans en avertir l'office des Affaires étrangères, tandis que les locaux du journal, à Hambourg, sont perquisitionnés, sans que le ministre régional de l'Intérieur, Helmut Schmidt, en soit informé, sur ordre du procureur fédéral Siegfried Buback. Le ministre fédéral de la Justice, Wolfgang Stammberger, membre du FDP et autorité de tutelle de Buback, apprend toutefois la procédure par la presse, son collègue de la Défense ayant interdit qu'il en soit informé.
Le FDP exige alors le départ de Strauss, mais ce dernier dispose encore de la confiance d'Adenauer. Toutefois, les libéraux décident de se retirer de la coalition noire-jaune au pouvoir le 16 novembre 1962, ce qui conduit le chancelier à lâcher son ministre de la Défense, qui démissionne le 11 décembre 1962. Il continue d'exercer la direction du ministère par intérim jusqu'au 9 janvier 1963, lorsque le ministre-président du Schleswig-Holstein, Kai-Uwe von Hassel, lui succède.
Cet épisode marque les relations, déjà tendues, entre Strauss et le FDP, qui seront désormais toujours opposés.

#### À l'écart du cabinet (1963 - 1966)

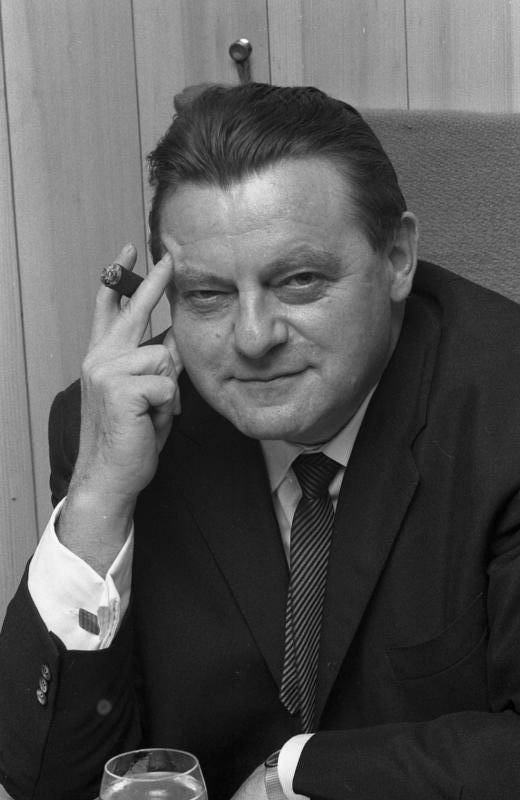
F. J. Strauss en 1966.

Ayant quitté le gouvernement fédéral, il reprend la présidence du groupement régional de la CSU au Bundestag, devenant de droit le premier vice-président du groupe chrétien-démocrate. Au cours des trois années suivant sa démission, il ne peut entrer au gouvernement de Ludwig Erhard du fait de la présence des libéraux, qui s'opposent à son retour.

#### Ministre fédéral des Finances (1966 - 1969)
Lorsque le FDP quitte finalement le cabinet, la CDU/CSU et le SPD négocient la formation d'une grande coalition et choisissent le ministre-président chrétien-démocrate Kurt Georg Kiesinger comme chancelier fédéral. L'absence des libéraux permet à Franz Josef Strauss de revenir au gouvernement comme ministre fédéral des Finances le 1er décembre 1966. Malgré le fait que Karl Schiller, ministre fédéral de l'Économie, soit issu du SPD, les deux hommes travaillent en grande harmonie sur la mise en œuvre de la politique économique, ce qui leur vaut le surnom de Plisch und Plum, du nom de deux chiens inventés par Wilhelm Busch. C'est d'ailleurs à eux deux que les principaux succès de la coalition dans le domaine économique et financier ont été attribués.
En 1969, les sociaux-démocrates se tournent vers les libéraux-démocrates pour prendre le pouvoir, et renvoient les chrétiens-démocrates dans l'opposition, une première en vingt ans.

### Dans l'opposition
Dans l’opposition, Strauss, devenu en 1971 porte-parole du groupe parlementaire CDU/CSU pour les questions économiques et financières, est un farouche opposant à la « politique orientale » de la coalition sociale-libérale du chancelier Willy Brandt. Il n'a de cesse de dénoncer la politique du chancelier comme un danger pour la sécurité de la RFA. Anticommuniste déterminé, il défend une ligne d'opposition totale au gouvernement SPD-FDP.

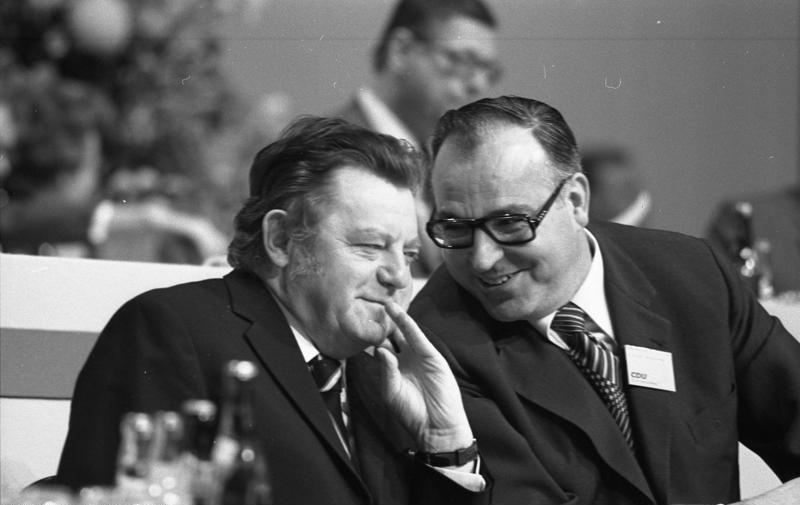
F. J. Strauss et le nouveau président de la CDU, Helmut Kohl au congrès du parti en 1973.

En 1972, à l'occasion des élections anticipées qui suivent le très court rejet d'une motion de censure constructive contre le gouvernement Brandt, Strauss est pressenti pour redevenir ministre des Finances, sous la direction de Rainer Barzel, en cas de victoire de la CDU/CSU. Celle-ci est cependant nettement battue. Lors du coup d'État du 11 septembre 1973 au Chili orchestré par Augusto Pinochet, il déclare que « Étant donné le chaos qui régnait au Chili, le retour de l'ordre doit sonner comme un doux bruit pour les Chiliens ». L'année suivante, il fait l'objet de fortes critiques après avoir mis en œuvre la stratégie de Sonthofen, qui consiste à profiter politiquement des difficultés économiques de la coalition au pouvoir sans chercher à proposer de solutions alternatives.
Il accomplit en 1975 un voyage en Chine, et devient le premier homme politique allemand à rencontrer le chef du Parti communiste chinois (PCC), Mao Zedong.
Grâce à ses excellents résultats électoraux en Bavière, il peut s’appuyer sur la fidélité de son parti et prétend au titre de candidat à la chancellerie pour les élections fédérales de 1976, mais voit la CDU lui préférer son président fédéral, Helmut Kohl, qu'il qualifie en privé de « pachyderme ». Lors de ces élections il contribue à radicaliser la campagne de la CDU/CSU en faisant adopter le slogan « Liberté ou socialisme » à l'encontre du chancelier Helmut Schmidt. À la suite du très court échec de Kohl, il choisit de se replier progressivement sur sa carrière régionale.

### Ministre-président de Bavière (1978 - 1988)
Chef de file de la CSU aux élections régionales bavaroises du 15 octobre 1978, il offre à son parti 59,1 % des voix et 120 députés sur 204 au Landtag de Bavière, où il est lui-même élu. Le 6 novembre, Franz Josef Strauss succède à Alfons Goppel comme ministre-président de Bavière.

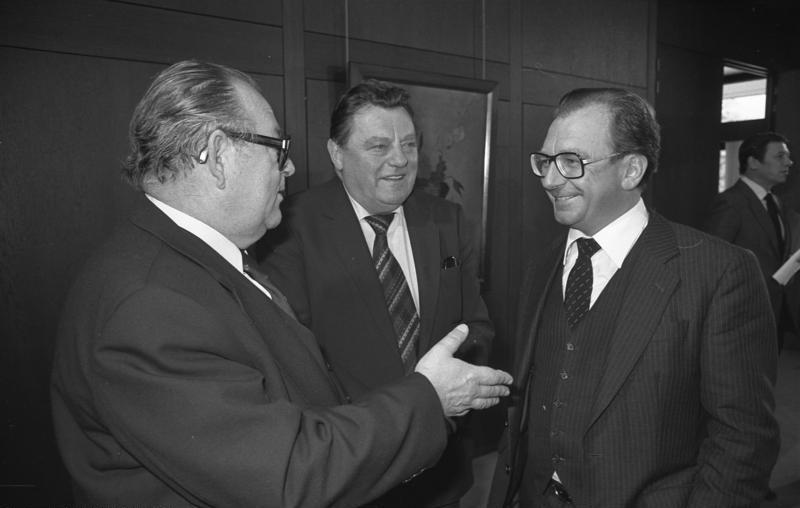
F. J. Strauss (centre), le ministre-président du Bade-Wurtemberg, Lothar Späth (droite), et le président du Sénat de Brême, Hans Koschnick (gauche, de dos), au Bundesrat en 1979.

Sous son mandat, il s'oppose aux défenseurs de l'environnement en décidant le creusement du canal Rhin-Main-Danube, terminé en 1992, ou la construction d'une usine de retraitement des déchets nucléaires à Wackersdorf, dans le district du Haut-Palatinat, inaugurée en 1989. À partir de 1983, il engage un rapprochement spectaculaire avec les pays de la zone communiste, notamment en servant d'intermédiaire entre la Bayerische Landesbank et les émissaires du ministère du Commerce extérieur de la République démocratique allemande (RDA) pour l'octroi d'un crédit préférentiel au régime menacé de banqueroute. La RFA se portera même caution pour la RDA auprès du consortium bancaire réuni par la banque de Bavière. Son objectif était de rendre ces pays dépendants économiquement de l'ouest pour favoriser des réformes politiques. Cette stratégie, perçue comme une rupture dans la ligne de la CSU, provoquera notamment la scission de l'aile la plus à droite du parti, qui fonde Les Républicains (Die Republikaner), un parti d'extrême droite.
Dans sa propre politique étrangère, il entretient de bonnes relations avec Alfredo Stroessner, Pieter Willem Botha et le régime est-allemand, tandis qu'il a une amitié particulière avec Gnassingbé Eyadema. En 1987, il effectue son second voyage en Chine, peu avant de se rendre en secret à Moscou, à bord d'un avion privé dont il assure lui-même le pilotage et qu'il fait atterrir au beau milieu d'une tempête de neige pour s'assurer que son rendez-vous avec Mikhaïl Gorbatchev resterait confidentiel.
Candidat à sa succession en 1982, il baisse très légèrement avec 58,3 % des suffrages mais progresse en nombre de sièges en remportant 133 députés, contre 71 au SPD. Ce résultat est dû au fait qu'aucun autre parti n'a obtenu plus de 5 % des voix, condition indispensable pour siéger au Landtag. Cette majorité absolue, acquise en 1962 par la CSU, se confirme au scrutin de 1986, lorsque le parti recueille 55,8 % des voix et 128 députés, tandis que Les Verts font, avec 7,5 % des suffrages, leur première entrée au Parlement de Bavière. Son mandat prend fin le 3 octobre 1988, jour de son décès. Il est remplacé, d'abord à titre provisoire puis définitif, par son ministre des Finances, Max Streibl.
En sa qualité de chef de gouvernement régional, il occupe, du 1er novembre 1983 au 31 octobre 1984, la présidence tournante du Conseil fédéral.

#### Candidature aux élections fédérales de 1980

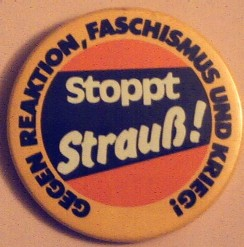
Badge anti-Strauss.

En 1979, il est investi candidat de l'union CDU/CSU à la chancellerie en défaisant le ministre-président de la Basse-Saxe, Ernst Albrecht, par 135 voix contre 102 lors d'un vote interne au groupe parlementaire. Il entre alors en campagne pour les élections fédérales de 1980 en se présentant comme le chancelier de la paix et de la liberté, et mène une campagne très dure contre Helmut Schmidt. Ses positions conduisent à une campagne massive contre lui, incarnée par le slogan « Contre la réaction, le fascisme et la guerre - Stoppez Strauss ». Lors d'un meeting à Brême, des troubles violents se produisent.
À dix jours du scrutin, convoqué le 5 octobre 1980, un attentat cause, le 26 septembre, treize morts et plus de deux cents blessés lors de l'Oktoberfest, la fête de la bière de Munich. Strauss accuse aussitôt la Fraction armée rouge (RAF), à tort, et s'en prend dès le lendemain au Parti libéral-démocrate (FDP), qui détient alors le ministère fédéral de l'Intérieur, repartant aussitôt en campagne, ce qui est perçu comme une erreur de calcul de sa part. Au soir du scrutin, la CDU/CSU perd quatre points et dix-sept députés comparé au résultat des élections fédérales de 1976.

### Héritage
Franz Josef Strauss, qui avait gagné le surnom de « taureau de Bavière », a marqué la vie politique ouest-allemande pendant ses quarante premières années. Orateur hors pair et homme de controverse, il créait, comme peu d'autres, un véritable clivage politique autour de sa personne et de ses idées, et représentait une figure de proue du camp conservateur. Malgré le fait qu'il ait été impliqué dans de nombreux scandales et présentait une idéologie profondément conservatrice et libérale, ce qui le rendait peu fréquentable pour la gauche, la grande majorité de la classe politique s'accorde à dire qu'il a été un homme politique extraordinaire.
Outre l'aéroport de Munich-Franz-Josef Strauss, inauguré en 1992, il laisse son empreinte dans le domaine de l'aéronautique en assurant la création, dans les années 1970, de la compagnie Airbus, dont il est président pendant les années 1980 et présentée comme une des plus grandes réussites industrielles européenne.
De plus, le siège de la CSU, sur la Nympherburger Strasse, à Munich, porte le nom de Franz Josef Strauß-Haus.

## Publications
- Entwurf für Europa. Stuttgart 1966.
- Bundestagsreden. éditeur Leo Wagner. Bonn 1968.
- Herausforderung und Antwort. Ein Programm für Europa. Stuttgart 1968.
- Die Finanzverfassung. Munich, Vienne 1969.
- Der Weg in die Finanzkrise. Bonn 1972.
- Mut zur Freiheit. Dankesrede anlässlich der Verleihung des Konrad-Adenauer-Preises 1975. éditeur Karl Steinbruch
- Der Auftrag. Stuttgart 1976.
- Signale. Beiträge zur deutschen Politik 1969–1978. Munich 1978.
- Verantwortung vor der Geschichte. Beiträge zur deutschen und internationalen Politik 1978–1985. Munich 1985.
- Auftrag für die Zukunft. Beiträge zur deutschen und internationalen Politik 1985–1987. Munich 1987.
- Die Erinnerungen. postum. Siedler, Berlin 1989,  (ISBN 3-88680-682-0).